# Kvas krále Vondry XXVI.
Kvas krále Vondry XXVI. je parodická („velká romanticko-heroicko-tragická“) opera o třech dějstvích českého skladatele Josefa Illnera na vlastní libreto. Poprvé ji sehráli ochotníci na silvestrovské zábavě Čtenářského spolku v Brně roku 1863.

## Vznik, historie a charakteristika
Hudebník a uvědomělý vlastenec Josef Illner působil od roku 1861 v Brně, nejprve jako vychovatel v rodině rytíře von Herringa a poté jako právník, přičemž se účastnil práce českých spolků, zejména brněnského čtenářského spolku, který pořádal také řadu ochotnických divadelních představení. Třiadvacetiletý skladatel pro příležitost silvestrovské zábavy tohoto spolku v roce 1863 napsal operní parodii Kvas krále Vondry XXVI. o třech krátkých jednáních. Slova napsal sám a hudbu sestavil z různých známých operních i jiných melodií (Beethovenových, Rossiniho, Mozartových, Wagnerových, Verdiho…) s vlastními doplňky. Po velkém úspěchu Illner v následujícím roce dílo doplnil a upravil do konečné podoby.
Kvas krále Vondry je napsán pro ochotnické poměry: má šest (pět zpívaných) sólových rolí, vesměs mužských – i princezna Cimfrlína má být původně hrána mužem, který zpívá falzetem – a sbor, u kterého autor vyžaduje alespoň osm pánů. Doprovod je psán pouze pro sólový klavír. Kus různými způsoby paroduje soudobou operu: oproti vznešeným – zejména rytířským a královským – tématům se na jevišti odehrává zabijačka a většina konverzace všech postav se točí kolem prasete a produktů z něho. Vyskytují se i humorné zcizovací efekty z lidového divadla (např. Eldorádo: „vždyť bude hnedle konec druhého aktu“). Zesměšňují se mechanická stavba pěveckých čísel, neustálé opakování textu, nekonečně protahované odcházení postav (např. Hassanův útěk na konci 1. jednání).
Kvas krále Vondry vyšel tiskem poprvé již roku 1865 nákladem brněnského čtenářského spolku a velmi rychle se rozšířil do českých ochotnických i poloprofesionálních divadel. Byla to první hudebně-dramatická práce tohoto typu a zůstala rovněž nejpopulárnější, ochotnické soubory ji hrály až do první třetiny 20. století. Kvas krále Vondry byl například prvním českým zpěvoherním představením, které se hrálo v Opavě, a také první českou zpěvohrou, která se hrála ve Slovinsku: již roku 1868 ji nastudovali ve slovinském překladu ochotníci z čtenářského spolku Čitalnica v Lublani.
Josef Illner napsal po Kvasu řadu drobnějších hudebně-dramatických prací, z nichž nejnáročnější byla jednoaktovka Mistr Kaňhal v nesnázích čili Zkažený koncert (Chrudim 1870). Kvas se stal modelem pro jiné drobné kusy a scénky podobného rázu, jež psali do konce 19. století například Antonín Javůrek, Josef Paukner nebo Josef Alexander Jelínek. Poté je začaly nahrazovat především lidové operety.
Dobová kritika, například Jan Neruda, Kvas krále Vondry a jemu podobné skladby odsuzovala jako prototyp primitivní zábavy, ale například Leoš Janáček ji roku 1891 již považoval za dílo dobré kvality, jímž poměřoval tehdejší novinky.
O novodobé znovuobjevení této pozdně obrozenecké hudební komedie se zasloužil operetní soubor Národního divadla Brno, který ji uvedl na festivalu Moravský podzim roku 1993 (pod názvem Hostina krále Vondry XVI., 10. října v Mahenově divadle), a Dejvické divadlo, které uvedlo inscenaci Kvasu v úpravě Arnošta Goldflama roku 1994 (inscenace byla v roce 1996 přenesena do Divadla v Dlouhé).

## Osoby
- Vondra XXVI., král všech Baštonů
- Cimfrlína, jeho princezna
- Eldorádo, panoš
- Hassan, inšpektor královských prasat
- Pakan, dvorní řezník
- Kníže Čavalári, králův důvěrník
- Jeden helebardír, urození hosté[8]

## Děj opery

### 1. dějství
Hosté a dvořané krále Vondry XXVI. radostně očekávají příchod prasete (sbor Sláva, sláva, radujme se všichni). Král je všechny vítá na prasečinách a vychvaluje svého vepře (árie Krmené je žaludy). Rovněž králova dcera, princezna Cimfrlína, hosty vítá (árie Vítám vás, páni princi). Hosté vzdávají čest hostitelů, a těší se na zabijačku (sbor Sláva králi Vondrovi). Tu se však ukáže, že vrchní vepřový inspektor Hassan zapomněl poslat pro dvorního řezníka. Rozzlobený Vondra Hassana dává vyhnat od dvora. Hassan přísahá hroznou pomstu (sbor Táhni, táhni, odkud jsi přišel, Hassanova árie Ha, ďáble, hrome, jen počkejte! a finále Jen už jdi a utíkej jen).

### 2. dějství
Mistr Pakan, dvorní zabíječ prasat, si chválí své živobytí (árie Jak krásné je řemeslo mé a sbor Sláva, sláva řezníku). Šťastný král Vondra posílá svého důvěrníka knížete Čalaváriho, aby vepře přivedl na porážku, a mezitím pro rozptýlení hostů zazpívá s Cimfrlínou a panošem Eldorádem tercet (Terzett sobě zpíváme), protože „opera bez tercetu, to je bota bez kramfleku“.
Pakan a dvořané přinášejí vepře a na řezníkův pokyn zpívají všichni sbor chválící prase i krále vespolek (árie Ano věru, to je pravda). Cimfrlína si vyprosí, aby mohla zazpívat vepři tklivou píseň na rozloučenou (árie Ach, žití tvého dnové). Pak řezník prase zručně zabije a všichni se radují, že už je dokonale zdechlé (sbor Sláva, sláva radujme se všickni). Hosté vyprovodí poražené prase ke zpracování. Zdrží se jen Cimfrlína a Eldorádo, jimž „srdce puká blahým citem jako pytel přeplněný žitem“ a vyznávají si lásku (milostný duet Já bych hnedle tobě něco řeknul … Ach, Cimfrlíno, ano, ty jsi má, já jsem tvůj).

### 3. dějství
Vepřové hody jsou připraveny. Objeví se Hassan, který ukul strašnou odplatu královskému dvoru: namazal celé prase vitriolem a všichni po pozření masa zemřou; jen Cimfrlínu, již miluje, chce Hassan zachránit (árie Hrom a peklo, pomsta se mi vydaří!). – Hosté a dvořané hodují (sbor Nuže, bratři, píme, jezme, dobře žíme). Vondra je pobízí do jídla a řezníka Pakana jmenuje za zásluhy tajným radou (árie Dávno, drazí pánové, znejmilejší princové). Eldorádu a Pakan zpívají pijáckou píseň (duet Vyrazte čepy ven ze sudu!). Král dostává blahopřejný telegram a hosté mu znovu provolávají slávu (sbor Ať žije Vondra šestadvacátý). Pak král zapěje milostnou píseň, již kdysi zpívával nebožce královně, když za ní chodil (árie Cukroušku, proč pláčeš, copak tě bolí?).
Tu se objeví Hassan a sděluje všem, že budou do čtvrt hodiny mrtvi. Varuje Cimfrlínu, aby se vepře nedotýkala, ale je pozdě: ta již po ránu snědla kousek krénflajšu (duet Hassana a Cimfrlíny Pro boha tě prosím… O strašný osude, ona už umírá!). Všichni pomírají. Hassan prozřel, ze zoufalství svolává na svou duši ďábly a spáchá sebevraždu jitrnicí (árie Čerti, ďábli, pojďte). Ač jsou nyní již všichni na scéně mrtví, rozloučí se s obecenstvem a doufají, že si lidstvo z jejich opery vezme ponaučení (sbor Že jsme všichni na prach mrtvi).